# Sơn Hiệp
Sơn Hiệp là một xã thuộc huyện Khánh Sơn, tỉnh Khánh Hòa, Việt Nam.
Xã Sơn Hiệp có diện tích 34,21 km², dân số năm 1999 là 1135 người, mật độ dân số đạt 33 người/km².